# Georg Lindorfer

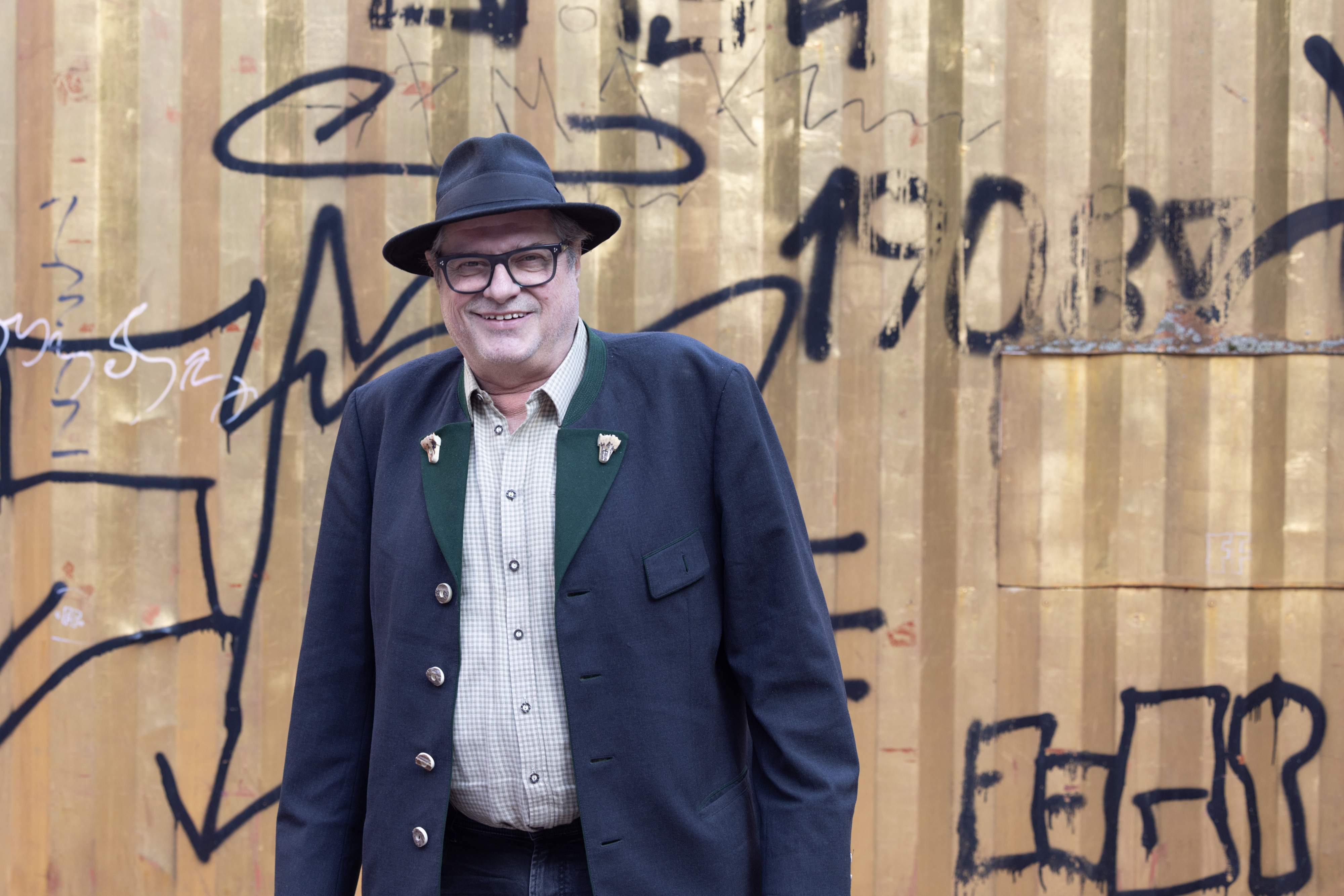
Georg Lindorfer (2023)

Georg Lindorfer (* 1962 in Rohrbach, Oberösterreich) ist ein österreichischer Künstler, Bühnenbildner und Schauspieler.

## Leben
Lindorfer machte von 1977 bis 1980 eine Fleischerlehre in Wels. Danach studierte er Bühnenbild am Mozarteum in Salzburg unter der Leitung von Heinz Bruno Gallée. Seit 1989 ist er als freischaffender Künstler tätig. Lindorfer war Mitbegründer der Galerie „The only one“. Er kreierte künstlerische Projekte mit der Stadtwerkstatt Linz und designte Kunstprojekte für den öffentlichen Raum. Er schuf Bühnenbilder u. a. für das Theater Phönix Linz, das Landestheater Linz, das Stadttheater Regensburg, das Deutsche Nationaltheater Weimar, das Saarländisches Staatstheater Saarbrücken, das Theater Potsdam, das Staatstheater Wiesbaden, das Kleine Theater Salzburg, die Vereinigten Bühnen Graz, das Volkstheater Wien, das Schauspielhaus Salzburg, das Kurtheater Bad Hall und das Musikfestival Steyr.
2008 trat Lindorfer erstmals als Schauspieler in Der Zwerg ruft unter der Regie von Kurt Palm am Theater Phönix, Linz, auf.
Lindorfer lebt und arbeitet in Linz, Oberösterreich.

## Bühnenbilder

### Schauspiel
- 1990: Bobo und Susu, von Rafik Schami, Theater Phönix, Linz
- 1990: So ein Hund, von Paul Steinmann, Theater Phönix, Linz
- 1991: Mein Kampf, von George Tabori, Theater Phönix, Linz
- 1991: Tod und Teufel, von Peter Turrini, Theater Phönix, Linz
- 1992: Volksvernichtung, von Werner Schwab, Theater Phönix, Linz
- 1994: Der Messias, von Patrick Barlow, Theater Phönix, Linz
- 1995: Die Präsidentinnen, von Werner Schwab, Theater Phönix, Linz
- 1995: PeepShow 2, von Harald Gebhartl, Theater Phönix, Linz
- 1996: Wahrlich, ich sage euch ..., von Patrick Barlow, Theater Phönix, Linz
- 1996: Die Räuber, von Friedrich Schiller, Theater Phönix, Linz
- 1997: Du sollst mir Enkel schenken, von Thomas Jonigk, Theater Phönix, Linz
- 1999: Oedipus, von Sophokles, Theater Phönix, Linz
- 2008: One Minute, von Simon Stephens, Theater Phönix, Linz
- 2009: Die Nibelungen, von Friedrich Hebbel, Theater Phönix, Linz
- 2013: Biedermann und die Brandstifter, von Max Frisch, Theater Phönix, Linz
- 2015: Wir sind keine Barbaren!, von Philipp Löhle, Theater Phönix, Linz
- 2017: Offene Zweierbeziehung, von Dario Fo, Kulturhaus Bruckmühle, Pregarten[2]
- 2018: Der Mann, dem ein Licht aufging, von Holger Schober, Theater des Kindes, Linz[3]
- 2018: Die Kehrseite der Medaille, von Florian Zeller, Theater Phönix, Linz[4]

### Musiktheater
- 2012: My Fair Lady, Musical von Frederick Loewe, Musikfestival Steyr[5]
- 2012: Fra Diavolo, Oper von Eugène Scribe, Theater Phönix, Linz
- 2017: Westside Story, Musical von Leonard Bernstein, Musikfestival Steyr[6]
- 2018: Chicago, Musical von John Kander, Musikfestival Steyr[7]

## Theaterschauspieler
- 2008: Der Zwerg ruft, von Kurt Palm, Theater Phönix, Linz
- 2011: Bad Fucking, von Kurt Palm, Theater Phönix, Linz
- 2017: Ein Sommernachtstraum oder Badewannengriffe im Preisvergleich, von Kurt Palm, Theater Phönix, Linz[8]

## Kunst im öffentlichen Raum
- 2007: Nachklang-Widerhall, hörbare Textskulptur, Entwurf der Stele, Leonding
- 2009: Flieeeg, Höhenrausch, Linz[9]

## Auszeichnungen
- 2015: Bühnenkunstpreis des Landes Oberösterreich[10][11][12]